# یاسوئو فوکودا
یاسوئو فوکودا (به ژاپنی: 福田 康夫)، رهبر حزب لیبرال دموکرات ژاپن و نود و یکمین نخست‌وزیر این کشور است.

## زندگی
آفای فوکودا، زاده ۱۶ ژوئیه سال ۱۹۳۶، در شهر تاکاساکی است.
یاسوئو فوکودا، روز یکشنبه ۲۳ سپتامبر ۲۰۰۷، در انتخابات داخلی حزب لیبرال دموکرات - حزب حاکم ژاپن - به عنوان رهبر تازه حزب انتخاب شد.
او در ۲۵ سپتامبر ۲۰۰۷ به عنوان نخست‌وزیر تازه کشور ژاپن انتخاب شد.

## نگارخانه

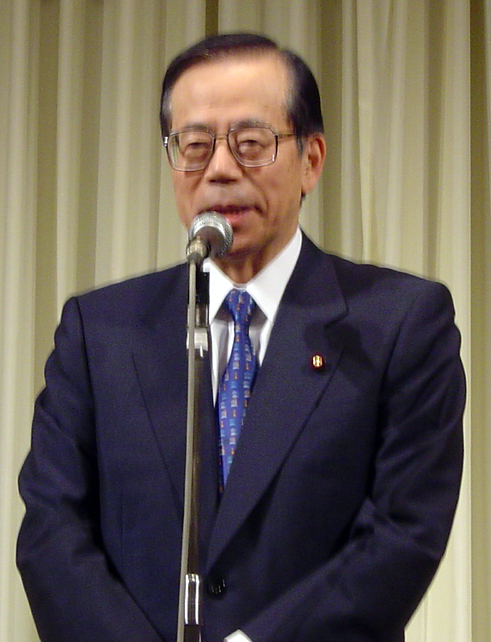
Fukuda at his fundraising party in October 2004.
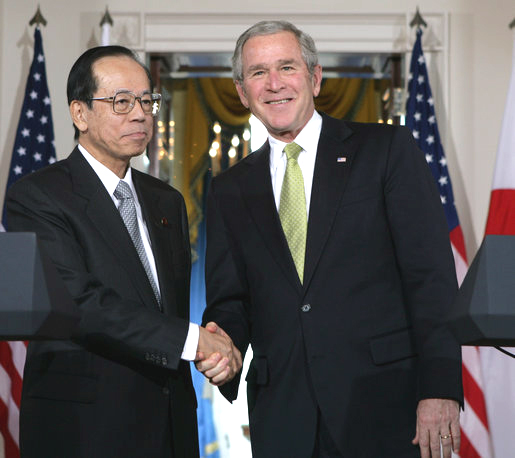
Fukuda (left) and United States President جورج دبلیو بوش (right) exchange handshakes following their joint statement at the White House, 16 November 2007.
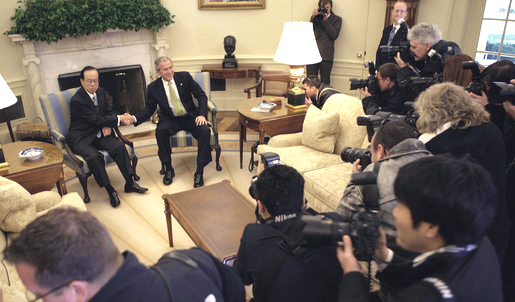
Fukuda and United States President George W. Bush exchange handshakes following their first meeting at the White House.
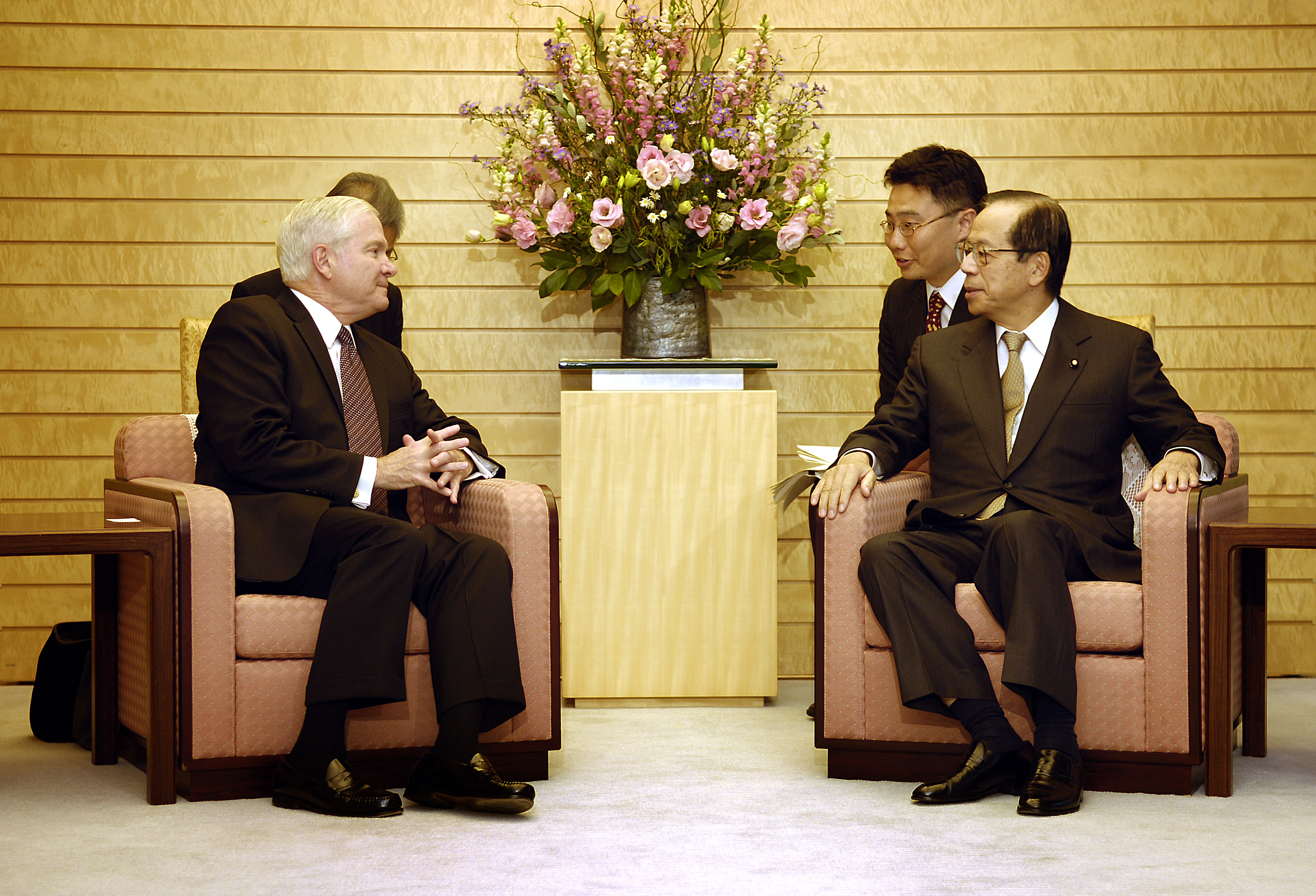
رابرت گیتس meets with Yasuo Fukuda.